# Ovale de Gangneung
L'Ovale de Gangneung (en coréen : 강릉 스피드 스케이팅 경기장, en anglais : Gangneung Oval) est un équipement sportif, plus précisément un anneau de glace, situé à Gangneung, en Corée du Sud. 
Sa construction, débutée le 29 octobre 2014 pour accueillir les épreuves de patinage de vitesse des Jeux olympiques d'hiver de 2018, s'est achevée en janvier 2017. Sa capacité est de 8 000 places.
La société Big Stone Pictures y a construit des effets visuels pour le film sud-coréen Hansan : La Bataille du dragon (한산: 용의 출현) de Kim Han-min,, sorti en 2022.

## Records de piste

### Hommes
| Distance                        | Temps          | Patineur(s)                                   | Nationalité | Date            | Compétition                           | Référence |
| ------------------------------- | -------------- | --------------------------------------------- | ----------- | --------------- | ------------------------------------- | --------- |
| 500 mètres                      | 34 s 41        | Håvard Holmefjord Lorentzen                   | Norvège     | 19 février 2018 | Jeux olympiques d'hiver               |           |
| 500 mètres × 2                  |                |                                               |             |                 |                                       |           |
| 1 000 mètres                    | 1 min 08 s 26  | Kjeld Nuis                                    | Pays-Bas    | 11 février 2017 | Championnats du monde simple distance | [ 3 ]     |
| 1 500 mètres                    | 1 min 44 s 01  | Kjeld Nuis                                    | Pays-Bas    | 13 février 2018 | Jeux olympiques d'hiver               | [ 4 ]     |
| 3 000 mètres                    | 3 min 38 s 64  | Sven Kramer                                   | Pays-Bas    | 5 février 2018  | Compétition test                      | [ 5 ]     |
| 5 000 mètres                    | 6 min 06 s 82  | Sven Kramer                                   | Pays-Bas    | 9 février 2017  | Championnats du monde simple distance | [ 6 ]     |
| 10 000 mètres                   | 12 min 38 s 89 | Sven Kramer                                   | Pays-Bas    | 11 février 2017 | Championnats du monde simple distance | [ 7 ]     |
| Poursuite par équipes (8 tours) | 3 min 40 s 66  | Jorrit Bergsma Jan Blokhuijsen Douwe de Vries | Pays-Bas    | 10 février 2017 | Championnats du monde simple distance | [ 8 ]     |

### Femmes
| Distance                        | Temps         | Patineuse(s)                                  | Nationalité | Date            | Compétition                           | Référence |
| ------------------------------- | ------------- | --------------------------------------------- | ----------- | --------------- | ------------------------------------- | --------- |
| 500 mètres                      | 37 s 05       | Nao Kodaira                                   | Japon       | 7 février 2018  | Compétition test                      | [ 9 ]     |
| 500 mètres × 2                  |               |                                               |             |                 |                                       |           |
| 1 000 mètres                    | 1 min 13 s 56 | Jorien ter Mors                               | Pays-Bas    | 14 février 2018 | Jeux olympiques d'hiver               | [ 10 ]    |
| 1 500 mètres                    | 1 min 54 s 08 | Heather Bergsma                               | États-Unis  | 12 février 2017 | Championnats du monde simple distance | [ 11 ]    |
| 3 000 mètres                    | 3 min 59 s 05 | Ireen Wüst                                    | Pays-Bas    | 9 février 2017  | Championnats du monde simple distance | [ 12 ]    |
| 5 000 mètres                    | 6 min 52 s 38 | Martina Sáblíková                             | Tchéquie    | 11 février 2017 | Championnats du monde simple distance | [ 13 ]    |
| Poursuite par équipes (6 tours) | 2 min 55 s 85 | Ireen Wüst Marrit Leenstra Antoinette de Jong | Pays-Bas    | 10 février 2017 | Championnats du monde simple distance | [ 14 ]    |